# Österreichischer Gehörlosenbund
Der Österreichische Gehörlosenbund (ÖGLB) ist der Dachverband der Landesverbände und Gehörlosenvereine in Österreich. Der Sitz des ÖGLB befindet sich in Wien. Er vertritt Verbände mit 2000 Mitgliedern.

## Geschichte
Der Verein wurde 1913 auf dem 11. Taubstummentag in Graz als Reichsverband der Taubstummenvereine Österreichs gegründet. 1928 erfolgte die Umbenennung in Verband der Taubstummen und Gehörlosen Österreichs. Von 1949 bis 1965 trug er den Namen Verband der Gehörlosen und Taubstummen in Österreich, danach bis 1985 Bund der Landesverbände der Gehörlosenvereine in Österreich und erhielt dann seinen heutigen Namen Österreichischer Gehörlosenbund.
Die Bundesländer Niederösterreich, Oberösterreich, Salzburg, Tirol, Steiermark und Kärnten verfügen in ihren Landeshauptstädten über einen Landesverband, das Bundesland Vorarlberg über einen Verein.
Der ÖGLB ist der Europäischen Union der Gehörlosen seit 1995, dem Weltverband der Gehörlosen seit 1951, dem Österreichischen Behindertenrat und dem Klagsverband zur Durchsetzung der Rechte von Diskriminierungsopfern angeschlossen.

### Präsidenten
- 1913–1915 Karl Pawlek
- 1915–1917 Josef Pollanetz
- 1917–1919 Franz Wilhelm
- 1919–1921 Theodor Kratochwil
- 1921–1923 Georg Schwarzböck
- 1923–1926 Karl Pawlek
- 1926–1928 Theodor Kratochwil
- 1928–1938 Georg Schwarzböck
- 1940–1943 Karl Johann Brunner
- 1946–1949 Heinrich Prochazka
- 1949–1955 Karl Altenaichinger
- 1956–1960 Heinrich Prochazka
- 1960–1965 Karl Johann Brunner
- 1965–1970 Gerhard Schmidt
- 1970–1985 Willibald Tapler
- 1985–1997 Peter Dimmel
- 1997–2001 Trude Dimmel
- Seit 2001 Helene Jarmer

## Ziele
Der Verband will das Selbstbewusstsein der Gehörlosen und deren Ansehen stärken. Er setzt sich für die Anerkennung der Gebärdensprache als nicht-ethnische Minderheitensprache und deren Akzeptanz ein. Daneben strebt er gleichberechtigte Partnerschaften zwischen Gehörlosen und Hörenden und die Vermittlung eines gleichwertigen schulischen Angebotes in der Österreichischen Gebärdensprache an. Weiterhin berät er in gehörlosenspezifischen Fragen im Ausschuss des Ministeriums sowie öffentlichen Einrichtungen.
Das vorrangige Ziel ist eine rechtliche Absicherung des kulturellen und sprachlichen Erbes der Gehörlosen, die Anerkennung der Österreichischen Gebärdensprache (ÖGS) und deren Sprachenrechte. Der Bildungsstandard von Gehörlosen soll erhöht werden, Staatsbürgerschaftsrechte wahrgenommen werden und eine Teilnahme an der Gesellschaft geschehen.